# Bertrand de Thessy
Bertrand de Thessy (zm. 1231) – 15 wielki mistrz zakonu joannitów w latach 1228–1231.